# Wola Korzeniecka
Wola Korzeniecka – (pierwotnie zwana Wolą Izbiczną, później Wolą Birecką), wieś w Polsce położona w województwie podkarpackim, w powiecie przemyskim, w gminie Bircza}. Leży na terenie Pogórza Przemyskiego.
| SIMC    | Nazwa      | Rodzaj    |
| ------- | ---------- | --------- |
| 0599675 | Chomińskie | część wsi |

Swoje istnienie zawdzięcza hucie szkła, założonej przez Bireckich. Pierwsza wzmianka o wsi pochodzi z 1552 roku.
Wieś położona w powiecie przemyskim, była własnością Andrzeja Drohojowskiego, została spustoszona w czasie najazdu tatarskiego w 1672 roku. 
W II Rzeczypospolitej wieś w powiecie dobromilskim województwa lwowskiego. 29 listopada 1945 nacjonaliści ukraińscy z OUN-UPA zamordowali tutaj 10 Polaków i spalili większość gospodarstw, tak należących do Polaków, jak i Ukraińców przesiedlonych do ZSRR.
O Wolę Korzeniecką zahacza północny wierzchołek pasa startowego lotniska Arłamów.
W latach 1975–1998 miejscowość administracyjnie należała do województwa przemyskiego.
We wsi znajdowała się drewniana cerkiew Św. Sawy, zbudowana w 1811 roku, zniszczona po wojnie.

## Demografia
- 1785 – 133 grekokatolików, 49 rzymskich katolików
- 1840 – 252 grekokatolików (brak danych o innych wyznaniach)
- 1859 – 230 jw.
- 1879 – 309 jw.
- 1899 – 449 jw.
- 1926 – 549 jw.
- 1938 – 504 jw.
- 2006 – 209 osób